# De lege lata
De lege lata (podle platného zákona) označuje pozitivní právo, právo, které v daný okamžik platí. Lze tak i označit představy či znalosti o něm v rámci právního vědomí. Opakem je pak právo teprve zamýšlené (de lege ferenda).

### Související článek
- De lege ferenda